# Sender Leher Feld
Der Sender Leher Feld diente von 1951 bis 1999 der Abstrahlung der Radio- und Fernsehprogramme des Senders Radio Bremen.

## Vorläufer
Die ersten Sendeanlagen des am 30. November 1924 eröffneten Senders Bremen befanden sich im Dachgeschoss des Telegrafenamtes an der Domsheide. Der Mittelwellensender arbeitete auf einer Wellenlänge von 330 m (entsprechend 909 kHz) mit einer Sendeleistung von 1,5 Kilowatt. Ab Sommer 1926 musste die Wellenlänge wegen immer wieder auftretender Überlagerungen und Störungen durch andere Sender häufig gewechselt werden. Als Senderöhre wurde eine von Telefunken neu entwickelte RS 15 mit einer Anodenspannung von 1500 Volt, die durch eine Anodenmaschine im Keller des Gebäudes erzeugt wurde, verwendet.
Die Sendeantenne wurde von einem fünfzehn Meter hohen Abspannmast auf dem Telegrafenamt über die Ostertorstraße zum gegenüberliegenden Gerichtsgebäude als Doppel-T-Antenne gespannt. 1927 konnte der Sender mit einem Detektorempfänger im Umkreis Bremens bis nach Vegesack, Syke und Delmenhorst empfangen werden. Die Reichweite für den Empfang mit einem Ein-Röhren-Empfänger reichte bis nach Bremerhaven, Rotenburg, Nienburg, Vechta und Oldenburg.
1927 wurden die Sendeanlagen in die Stadtwaage verlegt. Im Kontrollraum befanden sich zwei Reisz-Verstärker VRH 4, ein Aussteuerungsgerät mit Minimal- und Spitzenwertanzeige, ein Telefonvermittlungsschrank und ein umgebauter Morse-Apparat, der die Morsezeichen BRM (für Bremen) als Pausenzeichen erzeugte. Die Stromversorgung wurde von 12-Volt-Heiz- und 450-Volt-Anoden-Akkumulatoren übernommen.
Um die Sendeleistung und die Reichweite zu erhöhen, wurde 1933 ein 90 m hoher hölzerner Sendemast auf dem Hof des Postamts Utbremen errichtet. In ihm war die Antenne gespannt, die oben durch einen Antennenkranz aus Bronzerohr abgeschlossen wurde. Unten endete die Antenne in einem kleinen Häuschen mit den Übertragungseinrichtungen. Als Blitzschutz-Erdungsanlage diente ein Netz aus Bronzedraht, das den gesamten freien Platz einnahm. 1939 wurde der Holzmast, nachdem dieser durch ein Feuer, welches infolge eines Blitzschlags entstand, abbrannte, durch einen stählernen Funkmast ersetzt.
Nach dem Zweiten Weltkrieg strahlte Radio Bremen am 23. Dezember 1945 die erste Sendung aus. Als Sender diente ein fahrbarer Mittelwellensender der amerikanischen Militärregierung mit 1 Kilowatt Sendeleistung, der im Folgejahr durch einen umgebauten deutschen Marinesender mit 2 Kilowatt Leistung ersetzt wurde. Als Sendeantenne diente ein sechzig Meter hoher, selbststrahlender Gittermast auf dem Sendegelände an der Scharnhorststraße in Schwachhausen. Die Sendefrequenz von 527 kHz erreichte einen Hörerkreis, der weit über die Landesgrenzen hinausging. 1948 wurde dem Sender auf der Kopenhagener Wellenkonferenz eine neue Sendefrequenz von 1358 kHz zugewiesen. Auf Grund der kürzeren Wellenlänge hatte er damit nicht mehr die bisherige Reichweite. Durch eine amerikanische Spende konnte 1950 mit der Planung eines Mittelwellensenders mit einer Leistung von 20 kW begonnen werden. Da Bremen auf der Wellenkonferenz von Stockholm die gleiche Frequenz wie dem Sender Tirana in Albanien zugewiesen worden war, musste eine Abschirmung in Richtung Südosten erfolgen. Die notwendige ausgedehntere Antennenanlage und ein größeres Sendergebäude erforderten die Verlegung an den Stadtrand.

## Die Sendeanlagen im Leher Feld

### Rundfunk
Der Sender Leher Feld wurde 1951 erbaut. Bis 1999 strahlte die Sendeanlage die Hörfunkprogramme von Radio Bremen im UKW-, KW- und MW-Bereich und auch das Fernsehprogramm von Radio Bremen ab.
Am 15. Oktober 1951 wurde der neue 20-kW-Mittelwellensender vom damaligen Bundestagspräsidenten Hermann Ehlers eingeweiht und von Bürgermeister Kaisen in Betrieb gesetzt. Als Mittelwellensendeantenne dienten ein zunächst 100, später 110 Meter hoher, gegen Erde isolierter Rohrmast, der als Hauptantenne diente.
Am 1. April 1955 wurde die Mittelwellen-Antennenanlage durch eine 18-kW-UKW-Sendeanlage für das erste und zweite Programm erweitert. 1959 stellte der Radiosender Berlin-Köpenick seine Sendefrequenz um. Als dieser 1961 seine Leistung erhöhte, war im weiten Umkreis Bremens ein Mittelwellenempfang fast unmöglich. Als Ausweg bot sich eine Erhöhung der Leistung der UKW-Sender auf zwei neuen Frequenzen an, die Radio Bremen mit je 100 kW Strahlungsleistung von einer 170 m hohen Antenne zugebilligt worden waren. 1962 konnte der hierfür erforderliche Bau eines 200 Meter hohen Antennenträgermastes und die Erweiterung des Betriebsgebäudes abgeschlossen werden.
1961 wurde ein Kurzwellensender in Betrieb genommen, der das erste Programm in den Norden Europas ausstrahlte. Für die Verbreitung der Kurzwellensendungen existierte eine an vier 25 Meter hohen Masten aufgehängte Rhombusantenne mit einer Hauptstrahlrichtung nach Südosteuropa. Zeitweise sendete auch der einstige SFB ein Kurzwellenprogramm über diese Anlage.
1964 wurde ein dritter UKW-Sender (1 kW) mit einem „Gastarbeiterprogramm“ in Betrieb genommen.

### Fernsehen
1954 wurde – zunächst für die Übertragung der Fußball-Weltmeisterschaft – einer der ersten Fernseh-Umsetzer in Betrieb genommen. Der im Antennenhaus installierte Umsetzer übernahm das Programm von Hamburg über Ballempfang und strahlte es in Bremen mit 0,05 kW auf Kanal 23 ab. Im Mai 1962 wurde im Leher Feld ein Fernsehsender auf Kanal 23 mit einer Bildträger-Strahlungsleistung von 12 kW in Betrieb genommen, die 1962 auf 50 und 1964 auf 100 kW erhöht wurde.

### Die Sendeanlagen

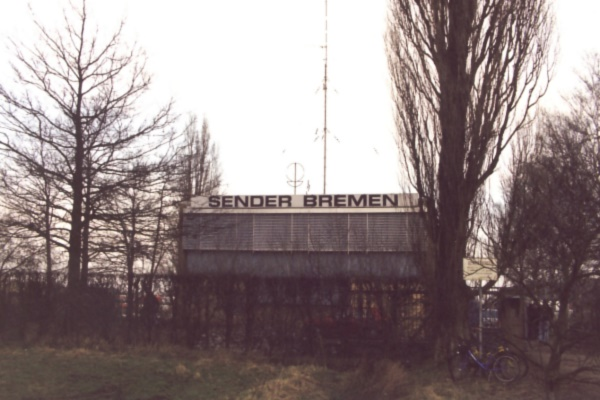
Sender Radio Bremen 1999

Die Sendeanlagen und Antennenträgermasten befanden sich auf einem 40.000 m² großen Gelände. In den Betriebsgebäuden arbeiteten in den sechziger Jahren 12 Ingenieure und Techniker im umschichtigen Dienst für einen einwandfreien Empfang des Radio- und Ersten-Fernseh-Programms. Eine Modulationsleitung übermittelte das tägliche Radioprogramm vom Funkhaus zum Senderbetriebsgebäude. Im Gebäude befand sich der Sender mit den technischen Einrichtungen, sowie Stromversorgungsanlage, Überwachungs- und Antennenumschaltpult, Kühlluft-Gebläseeinrichtung und Notstrom-Dieselaggregat, das bei Netzspannungsausfall den gesamten Sender in Betrieb halten kann. Der Aufrechterhaltung des laufenden Betriebes und der Reparaturen dienten Werkstätten. In einer Mess- und Prüfstelle wurden die technischen Daten der Betriebsgeräte und der Sendereinrichtungen laufend kontrolliert.
Der große Sendemast hatte im unteren Teil einen Durchmesser von 1,60 Meter, der sich ab 155 Meter Höhe auf zwei Meter vergrößerte. Das Gewicht des Mastes betrug annähernd 250 Tonnen. Im Innern führte eine Sprossenleiter bis zu den Plattformen in 75 Meter und 135 Metern Höhe und zur großen Plattform an der Mastspitze. Die weithin sichtbaren Antennenträger boten mit ihren rot-weißen Streifen lange Zeit Orientierung für Piloten und Bewohner im Umkreis Horn-Lehes.

### Die Verlegung der Sendeanlagen

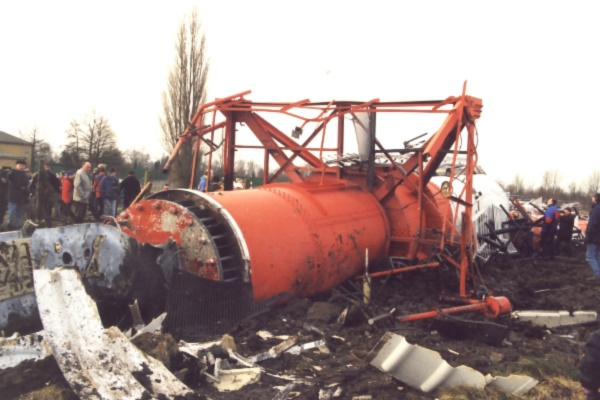
Kopf des Sendemastes nach der Sprengung 1999

In den 1990er Jahren sollte der als Gewerbegebiet ausgewiesene Teil des Hollerlandes einer Bebauung zugeführt werden. Damit war es nicht mehr möglich, die elektromagnetische Verträglichkeit am Standort zu gewährleisten. So wurde beschlossen, eine neue Sendeanlage in Oberneuland zu errichten. Allerdings wurde dort nur der 45 Meter hohe Sendemast des Mittelwellensenders errichtet, der dort ebenfalls geplante Bau eines 300 Meter hohen Sendemastes zur Verbreitung der Fernseh- und UKW-Programme kam nicht zustande. Stattdessen wurden Sender auf dem Bremer Fernmeldeturm angemietet, auch wenn dieser für die Einstrahlung von Radio Bremen, bedingt durch die niedrigere Höhe, ungünstiger war. (Am Standort Leher Feld konnten die UKW-Antennen knapp 100 Meter höher aufgehängt werden.)
Im August 1997 erfolgte der „Umzug“ der UKW-Sender und des Fernsehsenders in den Fernsehturm in Walle. Der Mittelwellensender strahlt nunmehr das Programm Bremen Eins nach langem Streit mit einer Leistung von 50 kW von einem kurzen MW-Mast am neuen Standort inmitten der Wiesen am Aumundsdamm in der Nähe der Wümme aus. Am 13. März 2010 wurde dieser Sender aus Kostengründen abgeschaltet.
Am Morgen des 31. Januar 1999 wurden die Sendemasten unter großer Anteilnahme in der Bevölkerung gesprengt. Auf dem Gelände befindet sich heute das Gewerbegebiet Horn-Lehe West, das nach der Erschließungsstraße auch Gewerbegebiet Haferwende bezeichnet wird.

### Übersicht technische Daten

#### Vorläufer
| Datum             | Standort                       | Frequenz                     | Strahlungs- leistung | Antenne |
| ----------------- | ------------------------------ | ---------------------------- | -------------------- | --- |
| 11. Februar 1924  | Telegraphenamt Domsheide       | 909 kHz                      | 0,25 kW              | Doppel-T-Antenne über die Domsheide zwischen Telegraphenamt und Ostturm des Doms (später Turm der Baumwollbörse) |
| 16. Mai 1926      | Telegraphenamt Domsheide       | 1075 kHz                     | 0,25 kW              | Doppel-T-Antenne über die Domsheide zwischen Telegraphenamt und Ostturm des Doms (später Turm der Baumwollbörse) |
| 14. November 1926 | Telegraphenamt Domsheide       | 750 kHz (Genfer Plan)        | 0,25 kW              | Doppel-T-Antenne über die Domsheide zwischen Telegraphenamt und Ostturm des Doms (später Turm der Baumwollbörse) |
| 27. Mai 1927      | Telegraphenamt Domsheide       | 1190 kHz (Lausanner Plan)    | 0,25 kW              | Doppel-T-Antenne über die Domsheide zwischen Telegraphenamt und Ostturm des Doms (später Turm der Baumwollbörse) |
| 14. Oktober 1927  | Telegraphenamt Domsheide       | 1103 kHz                     | 0,25 kW              | Doppel-T-Antenne über die Domsheide zwischen Telegraphenamt und Ostturm des Doms (später Turm der Baumwollbörse) |
| 13. Januar 1929   | Telegraphenamt Domsheide       | 775 kHz (Brüsseler Plan)     | 0,25 kW              | Doppel-T-Antenne über die Domsheide zwischen Telegraphenamt und Ostturm des Doms (später Turm der Baumwollbörse) |
| 2. Juli 1929      | Telegraphenamt Domsheide       | 910 kHz                      | 0,25 kW              | Doppel-T-Antenne über die Domsheide zwischen Telegraphenamt und Ostturm des Doms (später Turm der Baumwollbörse) |
| 30. Juni 1929     | Telegraphenamt Domsheide       | 827 kHz (Prager Plan)        | 0,25 kW              | Doppel-T-Antenne über die Domsheide zwischen Telegraphenamt und Ostturm des Doms (später Turm der Baumwollbörse) |
| 10. Oktober 1929  | Telegraphenamt Domsheide       | 941 kHz                      | 0,25 kW              | Doppel-T-Antenne über die Domsheide zwischen Telegraphenamt und Ostturm des Doms (später Turm der Baumwollbörse) |
| 1. Dezember 1929  | Telegraphenamt Domsheide       | 950 kHz                      | 0,25 kW              | Doppel-T-Antenne über die Domsheide zwischen Telegraphenamt und Ostturm des Doms (später Turm der Baumwollbörse) |
| 30. Dezember 1930 | Telegraphenamt Domsheide       | 1.112 kHz                    | 0,25 kW              | Doppel-T-Antenne über die Domsheide zwischen Telegraphenamt und Ostturm des Doms (später Turm der Baumwollbörse) |
| 10. November 1932 | Telegraphenamt Domsheide       | 1.120 kHz                    | 0,25 kW              | Doppel-T-Antenne über die Domsheide zwischen Telegraphenamt und Ostturm des Doms (später Turm der Baumwollbörse) |
| 10. Juli 1933     | Postgrundstück Utbremer Straße | 1.120 kHz                    | 1,5 kW               | senkrechter Eindrahtstrahler in 90 m hohem Holzturm                                                              |
| 14. Mai 1933      | Postgrundstück Utbremer Straße | 1.319 kHz (Gleichwelle)      | 1,5 kW               | senkrechter Eindrahtstrahler in 90 m hohem Holzturm                                                              |
| 11. Mai 1934      | Postgrundstück Utbremer Straße | 1.330 kHz (Gleichwelle)      | 1,5 kW               | senkrechter Eindrahtstrahler in 90 m hohem Holzturm                                                              |
| 15. Dezember 1944 | Scharnhorststraße              | 610 kHz                      | 1 kW                 | L-Antenne in 25 m Höhe zwischen Holzmasten                                                                       |
| 23. Dezember 1945 | Scharnhorststraße              | 601 kHz                      | 2 kW                 | L-Antenne in 25 m Höhe zwischen Holzmasten                                                                       |
| 2. Januar 1948    | Scharnhorststraße              | 527 kHz                      | 2 kW                 | 61 m hoher selbststrahlender Gittermast                                                                          |
| 15. März 1950     | Scharnhorststraße              | 1358 kHz (Kopenhagener Plan) | 2 kW                 | 61 m hoher selbststrahlender Gittermast                                                                          |

| Datum            | Standort | Frequenz | Strahlungs- leistung | Antenne                      |
| ---------------- | -------- | -------- | -------------------- | ---------------------------- |
| 20. Februar 1954 | Funkhaus | 89,4 MHz | 0,32 kW              | 2 Yagi-Antennen auf dem Dach |

| Datum          | Standort | Kanal | Strahlungs- leistung Bild | Strahlungs- leistung Ton | Antenne                                                                   |
| -------------- | -------- | ----- | ------------------------- | ------------------------ | ------------------------------------------------------------------------- |
| 2. April 1959  | Funkhaus | 23    | 2 kW                      | 0,4 kW                   | 2 × 12 Yagi-Antennen, Hauptstrahlrichtungen 180° und 290°                 |
| 1. August 1959 | Funkhaus | 23    | 10 kW                     | 2 kW                     | 2 × 12 Yagi-Antennen, Hauptstrahlrichtungen 180° und 290° (neue Endstufe) |

#### Sender Leher Feld
| Datum            | Frequenz | Strahlungs- leistung | Antenne |
| ---------------- | -------- | -------------------- | --- |
| 15. Oktober 1951 | 1358 kHz | 20 kW                | 109 m hoher selbststrahlender Rohrmast (zunächst mit 61 m hohem Gittermast (s. o.) zur Ausblendung in Richtung Tirana) |

| Datum             | Frequenz  | Strahlungs- leistung | Antenne                                              |
| ----------------- | --------- | -------------------- | ---------------------------------------------------- |
| 1. Juni 1961      | 6.190 kHz | 1 kW                 | L-Antenne                                            |
| 15. November 1961 | 6.190 kHz | 10 kW                | Rhombusantenne in 25 m Höhe, Hauptstrahlrichtung NNO |

| Datum             | Frequenz                    | Strahlungs- leistung | Antenne |
| ----------------- | --------------------------- | -------------------- | --- |
| 1. April 1955     | 89,4 MHz                    | 18 kW                | Rohrschlitz-Antenne (auf 100-m-Mittelwellenmast) plus Doppeldipol 3 × Zweierfeld in Dreieranordnung, 3 × Zweierfeld in Zweieranordnung. Schwerpunktshöhe 96 m |
| 1. September 1962 | 93,8 MHz (Stockholmer Plan) | 100 kW               | 3 × 8 Dipolgruppen, Schwerpunktshöhe 174 m, Hauptstrahlrichtunqen 47°, 157° und 267°                                                                          |

| Datum             | Frequenz                    | Strahlungs- leistung | Antenne |
| ----------------- | --------------------------- | -------------------- | --- |
| 8. November 1951  | 91,8 MHz                    | 6 kW                 | Rohrschlitz-Antenne (auf 100-m-Mittelwellenmast) Schwerpunktshöhe 105 m                                                                                       |
| 1. April 1955     | 96,9 MHz                    | 18 kW                | Rohrschlitz-Antenne (auf 100-m-Mittelwellenmast) plus Doppeldipol 3 × Zweierfeld in Dreieranordnung, 3 × Zweierfeld in Zweieranordnung, Schwerpunktshöhe 96 m |
| 1. April 1962     | 96,9 MHz                    | 100 kW               | 3 × 8 Dipolgruppen, Schwerpunktshöhe 174 m, Hauptstrahlrichtunqen 47°, 157° und 267°                                                                          |
| 1. September 1962 | 88,3 MHz (Stockholmer Plan) | 100 kW               | 3 × 8 Dipolgruppen, Schwerpunktshöhe 174 m, Hauptstrahlrichtunqen 47°, 157° und 267°                                                                          |

| Datum            | Frequenz | Strahlungs- leistung | Antenne |
| ---------------- | -------- | -------------------- | --- |
| 1. November 1964 | 96,6 MHz | 1 kW                 | Rohrschlitz-Antenne (auf 100-m-Mittelwellenmast) plus Doppeldipol 3 × Zweierfeld in Dreieranordnung, 3 × Zweierfeld in Zweieranordnung, Schwerpunktshöhe 96 m |

| Datum           | Kanal | Strahlungs- leistung Bild | Strahlungs- leistung Ton | Antenne                                                                                       |
| --------------- | ----- | ------------------------- | ------------------------ | --------------------------------------------------------------------------------------------- |
| 2. Mai 1961     | 22    | 12 kW                     | 2,4 kW                   | 2 × 6 Achterfelder, Schwerpunktshöhe 75 m, Hauptstrahlrichtungen 200° und 290°                |
| 2. Mai 1961     | 22    | (Umsetzer)                |                          | 2 × 6 Achterfelder, Schwerpunktshöhe 75 m, Hauptstrahlrichtungen 200° und 290°                |
| 2. Januar 1962  | 22    | 50 kW                     | 10 kW                    | 2 × 6 Achterfelder, Schwerpunktshöhe 7 m, Hauptstrahlrichtungen 200° und 290° (neue Endstufe) |
| 2. Januar 1962  | 22    | (Umsetzer)                |                          | 2 × 6 Achterfelder, Schwerpunktshöhe 7 m, Hauptstrahlrichtungen 200° und 290° (neue Endstufe) |
| 1. Oktober 1964 | 22    | 100 kW                    | 20 kW                    | 4 × 8 Achterfelder, Schwerpunktshöhe 205 m, Rundstrahlung                                     |
| 1. Oktober 1964 | 22    | (Sender)                  |                          | 4 × 8 Achterfelder, Schwerpunktshöhe 205 m, Rundstrahlung                                     |